# Rajmund Borrell

Średniowieczne hrabstwa na terenie obecnej Katalonii

Rajmund Borrell, czasem numerowany Borrell III, hiszp. Ramón Borrell (ur. między 971 a 26 maja 972, zm. 25 lutego 1017 lub 1018 w Barcelonie) – hrabia Barcelony, Girony i Osony w latach 993–1017 z pierwszej dynastii barcelońskiej (Urgel).

## Pochodzenie i dzieciństwo
Urodził się jako najstarszy syn (z czworga dzieci) Borrella II, hrabiego Barcelony i jego pierwszej żony Liutgardy (zm. po 980), która pochodziła z Tuluzy, na co wskazują imiona nadane dzieciom. Przyszedł na świat zapewne w 972 roku (tak sugeruje wpis do księgi w kościele św. Stefana z 25 czerwca 972, który mówi, że w tym roku urodził się Rajmund Borrell). W 988 roku prawdopodobnie stary już Borrell II podzielił swe terytoria między synów – Ermengol otrzymał Urgell i dał początek tamtejszej linii władców, a Rajmund Borrell objął Barcelonę, Gironę i Ossonę. Władca nadal objeżdżał swoje tereny i wystawiał dokumenty, od początku 992 roku najpewniej w ogóle wycofał się z rządzenia. W 993 roku przygotował testament na wypadek, gdyby przeżył swych wykonawców testamentów, ale jeszcze w tym samym roku zachorował i zmarł. Tym samym całą władzę objął jego najstarszy syn. Odziedziczył już teren niezależny feudalnie od Karolingów od 987, choć formalnie zależność wypowiedział król Aragonii Jakub I Zdobywca w 1258.
W 1002 roku odwiedził w Rzymie papieża Sylwestra II i pomógł mu rozwiązać konflikt o klasztor San Benet de Bages na jego korzyść. Między 1000 a 1002 rokiem musiał zmagać się z ekspedycjami wojennymi muzułmańskiego wojownika Al-Mansura. Gdy ten zmarł w 1002, Rajmund Borrell poprowadził kontratak na Lleidę. To sprowokowało syna Al-Mansura, Abd al-Malika al-Muzaffara, do kolejnego ataku na hrabstwo Barcelony, wspieranego przez Mozarabów, Kastylię i León. Na początku 1003 roku został on odparty przez koalicję okolicznych chrześcijańskich władców (jego brat Ermengol, Bernard I z Besalú i Wifred II z Cerdanyi) w bitwie pod Torà, a następnie w kolejnej bitwie pod Albesa, w której hrabia Barcelony również uczestniczył.
Gdy w 1010 Kalifat Kordoby pogrążył się w wojnie domowej (tzw. fitna), Rajmund Borrell wyruszył na wojnę przeciw niemu, wspomagany przez biskupa Arnulfa z Vic i biskupa Urgell, Sal·la oraz ponownie Ermengola I i Bernarda I. Jego nowym sprzymierzeńcem był Muhammad II z Kordoby, obalony w 1009 kalif. Udało im się pokonać nowego kalifa Kordowy Sulejmana II, a także złupić jego stolicę. W trakcie walk zginął Ermengol I (Rajmund Borrell został regentem jego małego syna Ermengola II), a także obydwaj biskupi. W 1013 roku Sulejman II powrócił na tron, jednak jego władza stopniowo zmniejszała się do samej Kordowy. W 1015 i 1016 roku zorganizował kolejne wyprawy nad rzeki Ebro i Segre, z których łupy rozdzielił między okolicznych baronów. W pierwszej wyprawie pomagał mu muzułmański władca Zaragozy Mundhir al-Mansur, w drugiej – Munzir I, który obawiał się rosnącej potęgi hrabiego Aragonii i króla Nawarry Sancho III Wielkiego. Wkrótce potem był na spotkaniu u hrabiego Kastylii Sancho I Garcia, na którym zaręczył swego syna i następcę z jego córką, Sanchą. Latem 1017 roku wyruszył na wyprawę, mającą na celu detronizację Abd ar-Rahmana IV. Hrabia zachorował jednak i 28 sierpnia powrócił do Barcelony, gdzie wkrótce zmarł.
Rajmund Borrell dzięki osłabieniu militarnemu muzułmanów zasiedlił nowe tereny, takie jak: Segarra, Conca de Barberà i Camp de Tarragona (dzisiejsza Tarragona), które stanowiły teraz granicę z Maurami. Był także pierwszym władcą Barcelony, który wybijał własną monetę. Wsparł budowę katedry w Barcelonie.
Po jego śmierci w 1017 roku władzę przejął niepełnoletni syn Berengar Rajmund, zwany ze względu na chorobę „Krzywym” lub „Garbatym”. Jego regentką do lat 20. XI wieku była wdowa po władcy, która wypracowała sobie bardzo silną pozycję.

## Małżeństwo i potomstwo
W 990 lub 991 ożenił się z Ermesindą z Carcassonne (zm. 1 marca 1058), córka Rogera I z Carcassonne i Adelajdy z Rouergue. Doczekał się z nią czwórki dzieci:
- Berengara Rajmunda zw. Krzywym lub Garbatym (1000/5–1035), następcy ojca jako hrabia Barcelony;
- NN syna, który zmarł w bitwie po 1017;
- NN córkę, żonę Rogera I z Tosny, a także być może króla Nawarry Garcii III (bardziej prawdopodobne, że tą żoną była Estefania);
- NN córkę, matkę Adelajdy.